# Łarysa Kuzniacowa
Łarysa Fiodarauna Kuzniacowa (biał. Ларыса Фёдараўна Кузняцова, ros. Лариса Фёдоровна Кузнецова, Łarisa Fiodorowna Kuzniecowa; ur. 27 kwietnia 1958 w Homlu) – białoruska nauczycielka i polityk, w latach 2004–2012 deputowana do Izby Reprezentantów Zgromadzenia Narodowego Republiki Białorusi III i IV kadencji.

## Życiorys
Urodziła się 27 kwietnia 1958 roku w mieście Homel, w obwodzie homelskim Białoruskiej SRR, ZSRR. Ukończyła Homelski Uniwersytet Państwowy, uzyskując wykształcenie historyka, wykładowczyni historii i wiedzy o społeczeństwie. Pracowała jako inspektor oddziałowa inspekcji ubezpieczenia państwowego w rejonie homelskim, laborantka Katedry Chemii HUP, komisarz sztabu ds. pracy sztarszoklasistów Homelskiego Komitetu Obwodowego Leninowskiego Komunistycznego Związku Młodzieży Białorusi (LKZMB), starsza wychowawczyni pionierów, nauczycielka historii w Szkole Średniej Nr 39 w rejonie sowieckim Homla, kierowniczka sektora rachunkowości członków LKZMB i finansów Homelskiego Komitetu Rejonowego LKZMB, starsza wychowawczyni pionierów, organizatorka pracy pozaklasowej i pozaszkolnej Szkoły Średniej Nr 104 Południowej Grupy Wojsk na Węgrzech, sekretarz odpowiedzialny Homelskiej Rejonowej Organizacji Społecznej „Znanije”, instruktorka wydziału ideologicznego Homelskiego Komitetu Rejonowego Komunistycznej Partii Białorusi, zastępczyni dyrektora ds. pracy edukacyjno-wychowawczej w Szkole Średniej w miejscowości Urickoje, dyrektor Szkoły Średniej w Kraśnie w Homelskim Rejonowym Oddziale Edukacji Ludowej, dyrektor Szkoły Średniej Nr 33 w rejonie sowieckim Homla, zastępczyni szefa administracji rejonu sowieckiego Homla, kierownik działu oświaty Homelskiego Miejskiego Komitetu Wykonawczego.
W 2004 roku została deputowaną do Izby Reprezentantów Zgromadzenia Narodowego Republiki Białorusi III kadencji z Homelskiego-Sowieckiego Okręgu Wyborczego Nr 36. Pełniła funkcję zastępczyni przewodniczącego Stałej Komisji ds. Oświaty, Kultury, Nauki i Postępu Naukowo-Technicznego. 27 października 2008 roku została deputowaną do Izby Reprezentantów IV kadencji z Homelskiego-Sowieckiego Okręgu Wyborczego Nr 34. Od 31 października 2008 roku pełniła w niej funkcję zastępczyni przewodniczącego Stałej Komisji ds. Budownictwa Państwowego, Samorządu Lokalnego i Przepisów. Od 13 listopada 2008 roku była członkinią Narodowej Grupy Republiki Białorusi w Unii Międzyparlamentarnej.

## Odznaczenia
- Gramota Pochwalna Zgromadzenia Narodowego Republiki Białorusi[1].

## Życie prywatne
Łarysa Kuzniacowa jest zamężna, ma córkę.